# George Kirke Spoor
George Kirke Spoor (Highland Park, 18 de dezembro de 1871 — Chicago, 24 de novembro de 1953) foi um produtor cinematográfico estadunidense. Ele foi um dos fundadores do Essanay Studios,  empresa criada em Chicago no ano de 1907, que ficou conhecida pelos primeiros filmes de Charles Chaplin.

## Filmografia parcial
Spoor é creditado como tendo sido o produtor de: 
- Ben Gets a Duck and Is Ducked (1909), estrelado por Ben Turpin
- A Burlesque on Carmen (1915), estrelado por Edna Purviance, dirigido por Charlie Chaplin
- Men Who Have Made Love to Me (1918), estrelado por Mary MacLane, Ralph Graves e Paul Harvey
- A Pair of Sixes (1918), estrelado por Taylor Holmes
- The American (1927), estrelado por Bessie Love e Charles Ray